# Seguridad y salud laboral
La seguridad y salud laboral (también, seguridad y salud ocupacional, seguridad y salud en el trabajo, entre otros términos) es un área multidisciplinar relacionada con la seguridad, salud y la calidad de vida de las personas en la ocupación. La seguridad y salud ocupacionales también protege toda persona que pueda verse afectada por el ambiente ocupacional.
Se construye en un medio ambiente ocupacional adecuado, con condiciones justas, donde los trabajadores puedan desarrollar una actividad con dignidad y donde sea posible su participación para la mejora de las condiciones de seguridad y salud.
La salud se definió, en el preámbulo de la creación de la Organización Mundial de la Salud (1946), como el completo bienestar físico, mental y social, y no solamente como la ausencia de afecciones o enfermedades. También puede definirse como el nivel de eficacia funcional o metabólica de un organismo tanto a nivel micro (celular) como en el nivel macro (social).[cita requerida]
La salud laboral debe orientarse a la promoción y el mantenimiento del más alto grado de bienestar físico, mental y social de los trabajadores en todas las ocupaciones; la prevención en los trabajadores de las alteraciones de la salud causadas por sus condiciones de trabajo; la protección de los trabajadores del riesgo resultante de los factores adversos a la salud; la ubicación y el mantenimiento de los trabajadores en un ambiente adaptado a sus capacidades fisiológicas y psicológicas, y la adaptación del trabajo al trabajador y de cada trabajador a su trabajo.
El objetivo en la gestión de la salud laboral ha consistido en evitar el accidente y la enfermedad profesional, disminuir la baja laboral por problemas de salud y facilitar la integración rápida al trabajo.
La ocupación puede considerarse una fuente de salud porque aporta a quien la realiza una serie de aspectos positivos y favorables. Con el salario que se percibe se pueden adquirir los bienes necesarios para la manutención y bienestar general, se desarrolla una actividad física y mental que revitaliza el organismo al mantenerlo activo y despierto, se desarrollan y activan las relaciones sociales con otras personas a través de la cooperación necesaria para realizar las tareas y aumenta también la autoestima porque permite a las personas sentirse útiles. No obstante, el trabajo también puede causar diferentes daños a la salud de tipo psíquico, físico o emocional, según sean las condiciones sociales y materiales en que se realice.
Para prevenir los daños a la salud ocasionados por el trabajo, se constituyó la Organización Internacional del Trabajo (OIT), el principal organismo internacional encargado de la mejora permanente de las condiciones de trabajo mediante convenios que se toman en sus conferencias anuales y las directivas que emanan de ellas. Se trata de un organismo especializado de la Organización de las Naciones Unidas, de composición tripartita, que reúne a gobiernos, empleadores y trabajadores de sus Estados miembros con el fin de emprender acciones conjuntas destinadas a promover el trabajo decente en el mundo.[cita requerida]
Dada la gran demanda en la sociedad de disposiciones de salud y seguridad en el trabajo basadas en información confiable, los profesionales de la seguridad y salud en el trabajo (SST) deben encontrar sus raíces en la práctica basada en la evidencia. Un nuevo término es “toma de decisiones basada en evidencia”. Una definición laboral de la práctica basada en la evidencia podría ser: la práctica basada en la evidencia es el uso de evidencia de la literatura y otras fuentes basadas en la evidencia, para asesorar y tomar decisiones que favorezcan la salud, la seguridad, el bienestar y la capacidad laboral de los trabajadores.. Por tanto, la información basada en pruebas debe integrarse con la experiencia profesional y los valores de los trabajadores. Se deben considerar factores contextuales relacionados con la legislación, la cultura, las posibilidades financieras y técnicas. Deben tenerse en cuenta las consideraciones éticas.

## Marco internacional
- El convenio 155 de la OIT; Sobre seguridad y salud de los trabajadores,[9] y la Recomendación sobre seguridad y salud de los trabajadores, R164, disponen que deben adoptarse medidas políticas nacionales de seguridad y salud en el trabajo, y estipulan las actuaciones necesarias tanto a nivel nacional como a nivel empresarial para impulsar la seguridad y salud en el trabajo y la mejora del medioambiente
- El convenio 161 de la OIT sobre los servicios de salud en el trabajo,[10] y sus recomendaciones, disponen la creación de servicios de salud laboral que contribuyan a la implantación de las medidas políticas de seguridad y salud en el trabajo.
- Principios directivos técnicos y éticos relativos a la vigilancia de la salud de los trabajadores, aprobados por la OIT.[11]

### Argentina

#### Principales normas ocupacionales
- Régimen ocupacional.[12]
- Ley 19587 de Higiene y Seguridad en el Trabajo
- Ley 24557 de riesgos del trabajo.[13]

### México
La Ley Federal del Trabajo, en su artículo 132, fracción XVI, consigna la obligación del patrón de instalar y operar las fábricas, talleres, oficinas, locales y demás lugares en que deban ejecutarse las labores, de acuerdo con las disposiciones establecidas en el reglamento y las normas oficiales mexicanas en materia de seguridad, salud y medio ambiente de trabajo, a efecto de prevenir accidentes y enfermedades laborales, así como de adoptar las medidas preventivas y correctivas que determine la autoridad laboral.[cita requerida]
En seguridad patrimonial la misma naturaleza de esta posición está basada en la protección del recurso humano y activos de la empresa, por ende es un factor importante los planes de prevención, actuación y contención.[cita requerida]
El factor humano es imprescindible en cualquier escenario, no obstante debe estar capacitado todo el personal en diversos programa de prevención y protocolos de actuación, para poder concretar todo un programa de gestión de seguridad patrimonial.[cita requerida]

### Uruguay
La Ley N.º 16.074 declara la obligatoriedad del seguro de accidentes de trabajo y enfermedades profesionales. Esta ley regula las actividades que se realizan en Uruguay respecto a los accidentes en el trabajo y las enfermedades profesionales, las indemnizaciones y rentas permanentes que se deriven de los mismos, y las obligaciones del sector patronal.

### Unión Europea
En el ámbito de la Unión Europea, existen los siguientes organismos relacionados con la Seguridad y la Salud en el Trabajo.[cita requerida]
- El Comité Consultivo para la Seguridad, la Higiene y la Protección de la Salud en el Centro de Trabajo
- Agencia Europea para la Seguridad y Salud en el Trabajo, con sede en Bilbao (España)
- Fundación Europea para la Mejora de las Condiciones de Vida y de Trabajo, con sede en Dublín (Irlanda).
- La Comisión Internacional de Salud Laboral (ICOH)
- La Asociación Internacional de la Seguridad Social (ISSA)[15]

La modificación del Tratado constitutivo de la Comunidad Económica Europea por la llamada Acta Única, a tenor de cuyo artículo 118 A) los Estados miembros vienen, desde su entrada en vigor, promoviendo la mejora del medio de trabajo para conseguir el objetivo de armonización en el progreso de las condiciones de seguridad y salud de los trabajadores. Este objetivo se ha visto reforzado en el Tratado de la Unión Europea mediante el procedimiento que en el mismo se contempla para la adopción, a través de Directivas, de disposiciones mínimas que habrán de aplicarse progresivamente.

### España
Desde 1976, España entra en una nueva etapa de su historia con la instauración de la monarquía, después de haber experimentado diversas formas de gobierno. Este cambio trae consigo un resurgimiento de la confrontación ideológica entre los partidos políticos, y, por supuesto, las diferentes posturas sobre la prevención de riesgos laborales se convierten en parte del debate. El concepto de Salud presenta diversas interpretaciones, además de la que se establece en el Preámbulo del Acta de Constitución de la O.M.S. de 1945. La discusión sobre la pérdida de la salud se centra en las CAUSAS técnicas y los FACTORES personales, hasta que finalmente se reconoce que las causas técnicas son las más relevantes para el avance y la implementación en el ámbito de la prevención.
La falta de un criterio claro llevó a que, en agosto de 1976, el anterior PLANHISET se transformara en el Servicio Social de Higiene y Seguridad en el Trabajo. Dos años después, en 1978, este servicio se integró en el recién creado Ministerio de Sanidad y Seguridad Social. Este organismo debe cumplir con lo establecido en el artículo 40.2 de la Constitución Española de 1978, que señala la obligación de los poderes públicos de promover la Seguridad e Higiene en el Trabajo, alineándose con el derecho a la protección de la salud, que se menciona en el artículo 43 de la misma Constitución.
Con la llegada del Partido Socialista al poder a finales de 1982, las funciones de supervisión y asesoramiento preventivo que realizaban los órganos territoriales y provinciales del I.N.S.H.T. a través de los Gabinetes Técnicos Provinciales se redujeron casi por completo. Se eliminaron incluso las visitas a iniciativa de la programación nacional, que habían tenido resultados muy positivos en años anteriores, debido a que la Inspección de Trabajo asumió nuevamente todas las competencias. En cambio, se promovió el desarrollo de programas de investigación sobre métodos y técnicas de seguridad laboral e higiene industrial, así como la evaluación de estadísticas de siniestralidad, estudios sobre centros de trabajo, materias primas y productos que son tóxicos, peligrosos o difíciles de manejar, además de los planes de formación y actualización para los Técnicos de Seguridad e Higiene. Con relación a los Congresos Nacionales, mencionamos el X, que se celebró en Granada en 1984, donde se destacó la necesidad de que los interlocutores sociales participaran en la creación de un Libro Blanco sobre la Prevención de Riesgos Profesionales, el cual nunca se concretó. También se discutió la importancia de mejorar la formación de empresarios y trabajadores para lograr mejores condiciones de seguridad laboral y medio ambiente en el trabajo. El XI Congreso, realizado en Madrid en 1987, fue el último de carácter general convocado durante el siglo XX, lo que refleja el desconcierto generado por la dispersión en el control de la Seguridad e Higiene del Trabajo a cargo de las Comunidades Autónomas.
En 1985, se establecieron las funciones de las Comisiones Provinciales del Consejo General de Seguridad e Higiene en el Trabajo. Sin embargo, con el paso del tiempo, estas comisiones se volvieron ineficaces, y las voces de las centrales sindicales y organizaciones empresariales que estaban representadas se convirtieron en meras comparsas, carentes de ideas que impulsaran acciones efectivas para abordar la siniestralidad laboral.
A partir de ese momento, se inicia una etapa peculiar para el único órgano técnico de la Administración que cuenta con conocimientos profundos sobre la prevención de riesgos laborales, en un contexto donde la Comunidad Económica Europea busca establecerse frente a la significativa amenaza económica que representan, principalmente, Estados Unidos y Japón. La respuesta de Europa no tardó en llegar. Se promovió la unidad territorial como la única herramienta capaz de impulsar los planteamientos sociales, económicos y políticos necesarios para competir con otras potencias fuera de Europa. Sin embargo, cualquier cambio debía garantizar el mantenimiento y la mejora de las condiciones laborales. Siguiendo la perspectiva de Hugues de Jouvenel, es fundamental regresar a los valores éticos al enfrentar las nuevas tecnologías, que transformarán las formas de trabajo, reemplazando el concepto de "trabajo" por el de "función". Ides Nicaise, desde la Universidad Católica de Lovaina, aboga por una mayor inversión de las empresas en educación y formación, y exige que los Estados establezcan un sistema de protección adecuado. Esta es la situación actual. Para ser claros en nuestra exposición, vamos a desglosar en pequeños apartados algunos de los aspectos clave de este período, que consideramos esclarecedores respecto a la legislación aprobada a finales del siglo XX, diseñada para abordar el problema de la Salud Laboral en los inicios del siglo XXI.

## Riesgo ocupacional

Bandera de la OMS

Se denomina riesgo ocupacional a todo aquel aspecto del trabajo que tiene la potencialidad de causar un daño. La prevención de riesgos ocupacionales es la disciplina que busca promover la seguridad y salud de los trabajadores mediante la identificación, evaluación y control de los peligros y riesgos asociados a un proceso productivo, además de fomentar el desarrollo de actividades y medidas necesarias para prevenir los riesgos derivados de la ocupación
Si bien es un ámbito que, por lo menos en España, tiene una historia de más de 100 años, esta denominación ha sido relativamente reciente, a raíz de la Ley 31/1995, de 8 de noviembre, de Prevención de Riesgos Laborales, que desarrolla el artículo 40.2 de la Constitución Española, el cual encomienda a los poderes públicos, como uno de los principios rectores de la política social y económica, velar por la seguridad y salud ocupacional.

## Planificación y acción preventiva
En España, por ejemplo, la Ley 31/1995, de 8 de noviembre de Prevención de Riesgos Laborales, en la exposición de motivos, expone entre otros argumentos los siguientes:

La protección del trabajador frente a los riesgos ocupacionales exige una actuación en la empresa que desborda el mero cumplimiento formal de un conjunto terminado, más o menos, de deberes y obligaciones empresariales y, más aún, la simple corrección a posteriores situaciones de riesgo ya manifestadas. La planificación de la prevención desde el momento mismo del diseño del proyecto empresarial, la inicial evaluación de los riesgos ocupacionales y su actualización periódica a medida que se alteren las circunstancias, la ordenación de un conjunto coherente y globalizador de medidas de acción preventiva adecuadas a la naturaleza de los riesgos detectados y el control de la efectividad de dichas medidas constituyen los elementos básicos del nuevo enfoque en la prevención de riesgos ocupacionales.

Y, junto a ello, se completa con la información y la formación de los trabajadores dirigidas a un mejor conocimiento tanto del alcance real de los riesgos derivados del trabajo como de la forma de prevenirlos y evitarlos, de manera adaptada a las peculiaridades de cada centro de trabajo, a las características de las personas que en él desarrollan su prestación ocupacional y a la actividad concreta que realizan.
Ley de prevención de riesgos laborales España

### Maquinaria, equipos, productos y útiles de trabajo
No sólo el empresario que tiene un trabajador queda obligado por la normativa de prevención de riesgos ocupacionales, sino que se suelen establecer también obligaciones que afectan a los fabricantes, importadores y suministradores de maquinaria, equipos, productos y útiles de trabajo. Además, los propios trabajadores están obligados a colaborar con las empresas en el desarrollo y aplicación de la prevención de riesgos ocupacionales.

## Evaluación de riesgos ocupacionales
La evaluación de los riesgos ocupacionales es el proceso dirigido a estimar la magnitud de aquellos riesgos que no hayan podido evitarse, obteniendo la información necesaria para que el ejecutante esté en condiciones de tomar una decisión apropiada sobre la necesidad de adoptar medidas preventivas y, en tal caso, sobre el tipo de medidas que deben adoptarse.
Cuando de la evaluación realizada resulte necesaria la adopción de medidas preventivas, deberán ponerse claramente de manifiesto las situaciones en que sea necesario:
- Eliminar o reducir el riesgo, mediante medidas de prevención en el origen, organizativas, de protección colectiva, de protección individual, o de formación e información a los trabajadores.
- Controlar periódicamente las condiciones, la organización y los métodos de trabajo y el estado de salud de los trabajadores.

Origen de los documentos: Agencia Estatal del Boletín Oficial del Estado.  REAL DECRETO 39/1997, de 17 de enero, por el que se aprueba el Reglamento de los Servicios de Prevención. BOE nº 27 31/01/1997

Para la evaluación de la magnitud de los riesgos existe un método que basa la estimación del riesgos para cada peligro en la determinación de la potencial severidad del daño (consecuencias) y la probabilidad de que ocurra el hecho. De esta forma, en el ámbito de la severidad de los daños, estos se clasifican en ligeramente dañinos (como los daños superficiales y las molestias e irritación), dañinos (como quemaduras, conmociones, fracturas menores, dermatitis, asma, etcétera) y extremadamente dañinos (como amputaciones, fracturas mayores, envenenamientos, cáncer o enfermedades agudas y que acorten severamente la vida).[cita requerida]
En cuanto a la probabilidad de que el daño ocurra, se manejan tres categorías: la baja, cuando el daño ocurrirá raras veces; la media, si ocurrirá algunas veces, y la alta, cuando ocurrirá siempre o casi siempre.[cita requerida]
El siguiente esquema resume la evaluación de los riesgos ocupacionales en las empresas:
- Información previa, incluyendo riesgos del sector y datos sobre accidentes y enfermedades profesionales, así como las normas legales y reglamentos sobre la prevención de riesgos ocupacionales.
- Identificación de todos los peligros relacionados, tanto en el ambiente y las instalaciones generales, como en maquinaria, herramientas, medios de transporte interior, productos químicos, etcétera.
- Identificación de todos los trabajadores expuestos, tanto personal fijo como subcontratado, autónomo, temporal, etcétera.
- Valoración global de riesgos: probabilidad y gravedad de los daños potenciales (accidentes, enfermedades, etc.) que pudieran derivarse de los elementos peligrosos identificados.
- Evaluación específica de ciertos riesgos

A continuación, se establecen las prioridades preventivas y se define un orden de actuación sobre los riesgos, en función de su gravedad y la cantidad de trabajadores afectados. El orden de prioridad de las medidas preventivas es el siguiente:
- Combatir los riesgos en su origen.
- Eliminar los riesgos (sustituir o reemplazar los procesos, insumos, materiales, equipos, herramientas... por otros que entrañen poco o ningún peligro).
- Reducir aquellos riesgos que no pueden ser eliminados mediante la implantación de los sistemas de control adecuados.
- Aplicar medidas de protección colectiva antes que individuales.

## Frases de riesgo y seguridad
Las frases de riesgo y seguridad son unas oraciones estandarizadas por la Unión Europea para indicar el manejo básico de las sustancias peligrosas y reducir el riesgo que conlleva su manipulación. Se dividen en dos grupos; las frases R (Riesgo, "Risk" en inglés) y las frases S (Seguridad, "Safety" en inglés) dependiendo de la naturaleza descriptiva de la frase.
- Lista de frases R
- Lista de frases S

Estas frases difieren de las aplicadas en otros países. Por ello, la Organización de las Naciones Unidas realizó, en el 2002, un sistema mundialmente armonizado de clasificación y etiquetado de productos químicos ("GHS").

## Grupos y especialidades
A efectos de determinación de las capacidades y aptitudes necesarias para la evaluación de los riesgos y el desarrollo de la actividad preventiva, las funciones a realizar se clasifican en los siguientes grupos:
- Funciones de nivel básico.
- Funciones de nivel intermedio.
- Funciones de nivel superior, correspondientes a las especialidades y disciplinas preventivas de medicina del trabajo, seguridad en el trabajo, higiene industrial, y ergonomía y psicosociología aplicada.

### Higiene industrial
La higiene industrial conforma un conjunto de conocimientos y técnicas dedicados a reconocer, evaluar y controlar aquellos factores del ambiente, psicológicos o tensionales, que provienen, del trabajo y pueden causar enfermedades o deteriorar la salud.[cita requerida]
La higiene industrial está conformada por un conjunto de normas y procedimientos tendientes a la protección de la integridad física y mental del trabajador, preservándolo de los riesgos de salud inherentes a las tareas del cargo y al ambiente físico donde se ejecutan.[cita requerida]
Está relacionada con el diagnóstico y la prevención de enfermedades ocupacionales a partir del estudio y control de dos variables: el hombre y su ambiente de trabajo.[cita requerida]
Posee un carácter eminentemente preventivo, ya que se dirige a la salud y a la comodidad del empleado, evitando que este enferme o se ausente de manera provisional o definitiva del trabajo.[cita requerida]

#### Objetivos de la higiene industrial
- Reconocer los agentes del ambiente ocupacional que pueden causar enfermedad en los trabajadores.
- Evaluar los agentes del ambiente ocupacional para determinar el grado de riesgo a la salud.
- Eliminar las causas de las enfermedades profesionales.
- Reducir los efectos perjudiciales provocados por el trabajo en personas enfermas o portadoras de defectos físicos.
- Prevenir el empeoramiento de enfermedades y lesiones.
- Mantener la salud de los trabajadores.
- Aumentar la productividad por medio del control del ambiente de trabajo.
- Proponer medidas de control que permitan reducir el grado de riesgo a la salud de los trabajadores.
- Capacitar a los trabajadores sobre los riesgos presentes en el ambiente ocupacional y la manera de prevenir o minimizar los efectos indeseables.

### Ergonomía en el trabajo
El diseño ergonómico del puesto de trabajo intenta obtener un ajuste adecuado entre las aptitudes o habilidades del trabajador y los requerimientos o demandas del trabajo. El objetivo final es optimizar la productividad del trabajador y del sistema de producción, al mismo tiempo que garantizar la satisfacción, la seguridad y salud de los trabajadores.[cita requerida]
El diseño ergonómico del puesto de trabajo debe tener en cuenta las características antropométricas de la población, la adaptación del espacio, las posturas de trabajo, el espacio libre, la interferencia de las partes del cuerpo, el campo visual, la fuerza del trabajador y el estrés biomecánico, entre otros aspectos. Los aspectos organizativos de la tarea también son tenidos en cuenta.[cita requerida]
Para diseñar correctamente las condiciones que debe reunir un puesto de trabajo, es necesario tener en cuenta, entre otros, los siguientes factores:
- Los riesgos de carácter mecánico que puedan existir.
- Los riesgos causados por una postura de trabajo incorrecta fruto de un diseño incorrecto de asientos, taburetes y otros elementos
- Riesgos relacionados con la actividad del trabajador (por ejemplo, por las posturas de trabajo mantenidas, sobreesfuerzos o movimientos efectuados durante el trabajo de forma incorrecta o la sobrecarga sufrida de las capacidades de percepción y atención del trabajador).
- Riesgos relativos a la energía (la electricidad, el aire comprimido, los gases, la temperatura, los agentes químicos, etcétera)[24]

El diseño adecuado del puesto de trabajo debe servir para:
- Garantizar una correcta disposición del espacio de trabajo.
- Evitar los esfuerzos innecesarios. Los esfuerzos nunca deben sobrepasar la capacidad física del trabajador.
- Evitar movimientos que fuercen los sistemas articulares.
- Evitar los trabajos excesivamente repetitivos.
- Mejorar el desempeño del trabajador.

#### Normativa básica
- La salud y la Seguridad en el Trabajo. Los principios básicos de la ergonomía. Organización Internacional del Trabajo.[25]

## Prevención de riesgos ocupacionales
Los siniestros ocupacionales pueden deberse a condiciones ambientales del centro de trabajo, condiciones físicas del trabajo, condiciones del puesto de trabajo y condiciones derivadas del sistema organizativo del trabajo, es deber de todos hacer que estas condiciones adversas se conviertan en siniestros. Cada riesgo laboral lleva conexo un plan preventivo para evitarlo o paliar su gravedad. Un siniestro puede ocasionarse por ignorancia de los riesgos que se corren, por una actuación negligente, es decir, no tomar las precauciones necesarias para ejecutar una tarea o por una actitud temeraria de rechazar los riesgos que están presentes en el área de trabajo.[cita requerida]

### Consejos básicos
- Proteger la vista de la radiación ultravioleta.
- Protegerse del aire acondicionado.
- Protección de las manos cuando se hace uso de productos químicos.
- Protección auditiva usando tapones u orejeras auditivas.
- Protección de la cabeza usando el casco de seguridad.
- Utilización de ropa adecuada contra el frío.
- Protección del riesgo solar.
- Correcto tratamiento de las posibles quemaduras.
- Plan de actuación en situaciones de emergencia.

## Dispositivos legales para disminuir la gravedad de los siniestros ocupacionales
Con el fin de aminorar y disminuir la incidencia y gravedad de los siniestros ocupacionales, las empresas tienen que disponer en los lugares de trabajo de los siguientes dispositivos:
- alumbrado de emergencia
- dotaciones y local para primeros auxilios
- equipo de protección individual (EPI)
- limpieza, orden y mantenimiento de los centros de trabajo
- protección contra incendios
- señalización de seguridad
- servicios higiénicos y locales de descanso
- vías y salidas de evacuación

## Riesgos ocupacionales

### Seguridad en el trabajo
Las tareas que ejecuta un trabajador pueden realizarse en un lugar concreto que pueden ser en el interior de un edificio o en el exterior al aire libre, y también pueden ejecutarse moviéndose de unos lugares a otros. Los lugares de trabajo además de estar situados en instalaciones industriales también pueden estar en hospitales, centros educativos, hoteles, oficinas, locales comerciales, etc. En todos los lugares donde haya un trabajador cualquiera que sea su función debe estar amparado por las leyes de prevención de riesgos ocupacionales que le sean de aplicación.[cita requerida]
Asimismo, los trabajadores tendrán que manejar equipos de trabajo compuesto por cualquier máquina, aparato, instrumento o instalación utilizado en el trabajo.
El empresario debe adoptar las medidas necesarias para que los equipos de trabajo que se pongan a disposición de los trabajadores sean adecuados al trabajo que deba realizarse y convenientemente adaptados al mismo, de forma que garanticen la seguridad y la salud de los trabajadores al utilizar dichos equipos de trabajo.
Cuando, a fin de evitar o controlar un riesgo específico para la seguridad o salud de los trabajadores, la utilización de un equipo de trabajo debe realizarse en condiciones o formas determinadas, que requieren un particular conocimiento por parte de aquellos, el empresario debe adoptar las medidas necesarias para que la utilización de dicho equipo quede reservada a los trabajadores designados para ello. El empresario debe asegurarse de que los trabajadores y los representantes de los trabajadores reciban una formación e información adecuadas sobre los riesgos derivados de la utilización de los equipos de trabajo, así como sobre las medidas de prevención y protección que hayan de adoptarse.

#### Sobreesfuerzos
Los sobreesfuerzos son los trabajos físicos que se realizan por encima del esfuerzo normal que una persona pueda desarrollar en una tarea determinada.[cita requerida]
Las patologías derivadas de los sobreesfuerzos son la primera causa de enfermedad en los profesionales. Los sobreesfuerzos suponen casi el 30 por ciento de la siniestralidad ocupacional de tipo leve y se eleva al 85% en las enfermedades que padecen los profesionales.
Para evitar los trastornos musculoesqueléticos en los que deriva el sobreesfuerzo, es necesario analizar los riesgos ocupacionales de las condiciones de trabajo, la evaluación de estos riesgos ocupacionales, la formación, la vigilancia de la salud y la prevención de la fatiga.[cita requerida]
Las condiciones de trabajo se ven seriamente alteradas cuando se requieren realizar esfuerzos físicos superiores a los límites de actividad normales. Además del esfuerzo físico debe considerarse también como elementos perturbadores el esfuerzo, mental, visual, auditivo y emocional.[cita requerida]
Para evaluar el esfuerzo físico hay que tener en cuenta la naturaleza del esfuerzo, y las posturas que se adoptan en el puesto de trabajo, estar sentado o de pie, y la frecuencia de posiciones incómoda.
La mayor parte de los accidentes ocupacionales ocasionados por sobreesfuerzos son lesiones musculares pueden ser por causadas por golpes, o por causas internas producidas por alteraciones propias del músculo. Estas lesiones se pueden dividir en distensiones, calambres, contracturas y las más graves, desgarros.
Factores desencadenantes de lesiones por sobreesfuerzo
- Manipular cargas pesadas.
- Trabajar con posturas forzadas.
- Realizar movimientos repetitivos.
- Padecer con anterioridad alguna lesión muscular u ósea en la zona afectada.
- Reincorporación prematura al puesto de trabajo después de una lesión mal curada.

Para evitar las lesiones por sobreesfuerzo, es necesario tomar las medidas preventivas adecuadas y utilizar los equipos de protección individual necesarios.
Normativa básica
- La salud y la seguridad en el trabajo. Los principios básicos de la ergonomía. Organización Internacional del Trabajo.[25]

Manipulación de máquinas y herramientas peligrosas

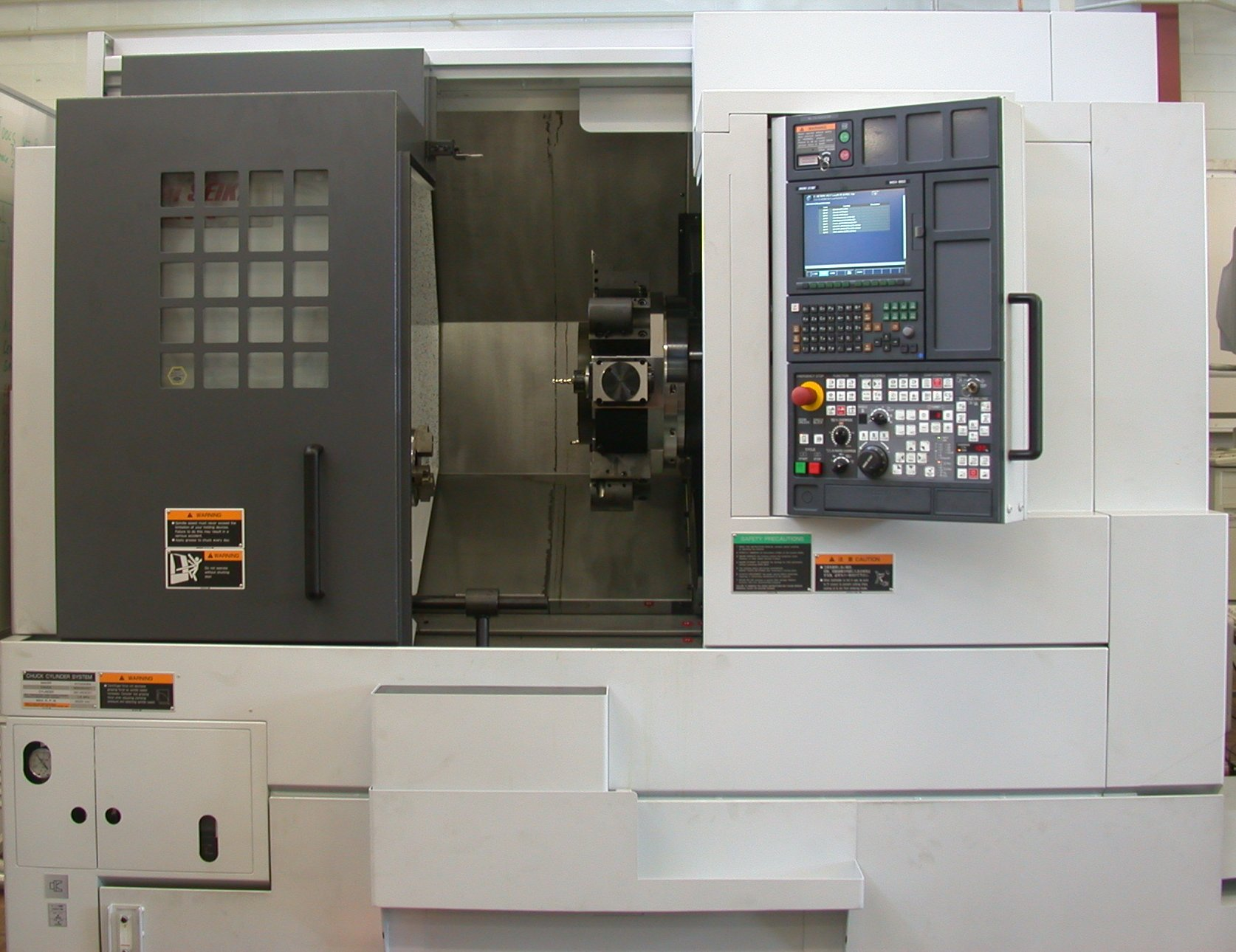
Torno de control numérico CNC equipado con pantalla de seguridad y cuadro de control protegido y accesible

Todas las personas que manipulen cualquier máquina, aparato, instrumento o instalación en el trabajo están obligadas a cumplir las normas de seguridad que concierna a las máquinas que manipulan. Antes de ordenar la manipulación de una máquina o herramienta peligrosa a un trabajador, se debe proceder a instruirlo bien previamente en el manejo de la máquina.
Los riesgos más frecuentes que se derivan de la manipulación de las máquinas-herramientas básicamente son:[cita requerida]
- contacto accidental con la herramienta o la pieza en movimiento;
- atrapamiento con los órganos de movimiento de la máquina;
- proyección de la pieza o de la herramienta;
- dermatitis por contacto con los fluidos de corte utilizados como refrigerantes.

Por este motivo, los empresarios tendrán que adoptar las medidas necesarias para que las máquinas y equipos de trabajo que se pongan a disposición de los trabajadores sean adecuados al trabajo que deba realizarse, de forma que garanticen la seguridad y la salud de los trabajadores. Cuando no sea posible garantizar de este modo totalmente la seguridad y la salud de los trabajadores durante la utilización de los equipos de trabajo, el empresario tomará las medidas adecuadas para reducir tales riesgos al mínimo.[cita requerida]
Las disposiciones mínimas aplicables a la manipulación de máquinas y herramientas están contemplan entre otras cuestiones las siguientes:[cita requerida]
- Los órganos de accionamiento de un equipo de trabajo que tengan alguna incidencia en la seguridad deberán ser claramente visibles e identificables y, cuando corresponda, estar indicados con una señalización adecuada.
- La puesta en marcha de un equipo de trabajo solamente se podrá efectuar mediante una acción voluntaria sobre un órgano de accionamiento previsto a tal efecto.
- Cada equipo de trabajo deberá estar provisto de un órgano de accionamiento que permita su parada total en condiciones de seguridad.
- Cuando los elementos móviles de un equipo de trabajo puedan entrañar riesgos de accidente por contacto mecánico deberán ir equipados con resguardos o dispositivos que impidan el acceso a las zonas peligrosas o que detengan las maniobras peligrosas antes del acceso a dichas zonas.
- Todo equipo de trabajo deberá estar provisto de dispositivos claramente identificables que permitan separarlo de cada una de sus fuentes de energía.[32]

#### Espacios de trabajo y zonas peligrosas

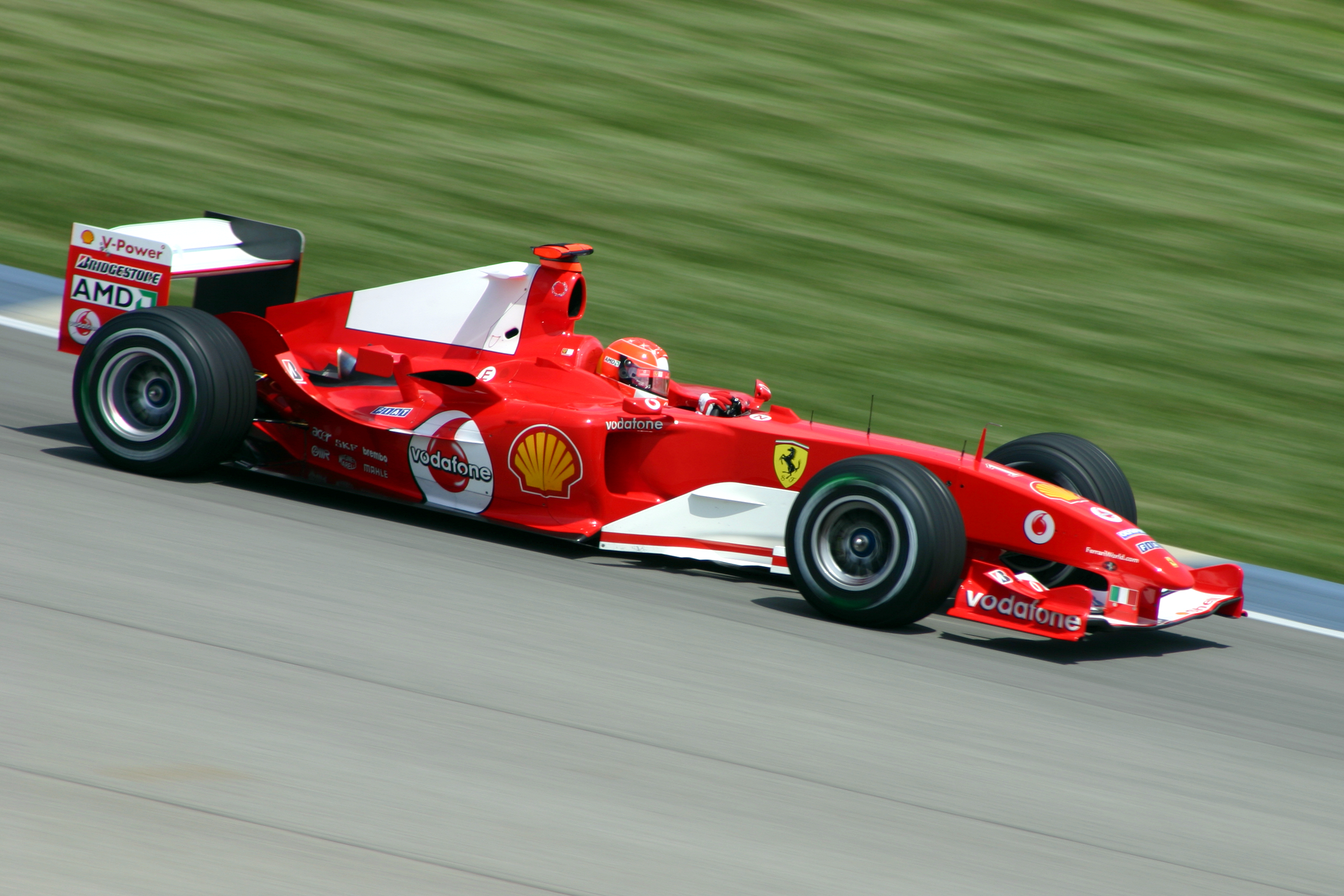
El habitáculo de un monoplaza de Fórmula 1 posiblemente sea uno de los espacios más reducidos que existen para una persona.

Las condiciones de trabajo pueden verse seriamente perturbadas si las dimensiones de los locales de trabajo no permiten que los trabajadores tengan la superficie y el volumen adecuado para que realicen su trabajo sin riesgos para su seguridad y salud y en condiciones ergonómicas aceptables.
Deben preverse separaciones entre los elementos materiales existentes en el puesto de trabajo. Cuando, por razones inherentes al puesto de trabajo, el espacio libre disponible no permita que el trabajador tenga la libertad de movimientos necesaria para desarrollar su actividad, deberá disponer de espacio adicional suficiente en las proximidades del puesto de trabajo.
Sólo podrán acceder los trabajadores autorizados a las zonas donde la seguridad de los trabajadores pueda verse afectada por riesgos de caída, caída de objetos y contacto o exposición a elementos agresivos. Asimismo, deberá disponerse, en la medida de lo posible, de un sistema que impida que los trabajadores no autorizados puedan acceder a dichas zonas.
Las zonas de los lugares de trabajo en las que exista riesgo de caída, de caída de objetos o de contacto o exposición a elementos agresivos, deberán estar claramente señalizadas.

#### Puertas y portones
La necesidad de regular el uso y la señalización de puertas y portones en los lugares de trabajo es la de prevenir ocurran accidentes ocupacionales cuando los trabajadores pasan mercancías o transitan dentro de las naves industriales. Las puertas deben diseñarse y fabricarse según su función y en torno a otros aspectos como, por ejemplo:
- La frecuencia de uso: considerando la cantidad de personas que comúnmente usaren la puerta cotidianamente
- Anchura adecuada: (por ejemplo para dar paso a una silla de ruedas o vehículos motorizados),
- Sentido de apertura: si la puerta debe de abrir hacia un lado solamente (y hacia que lado ha de abrir) o si es de vaivén. Si es de apertura eléctrica o manual.
- Sistemas de aviso: si la puerta debe tener una ventanilla de aviso.
- Materiales constitutivos de la puerta: las puertas pueden ser categorizadas de acuerdo con sus propiedades en relación con el tiempo o duración estimada en un incendio ya que unas puertas pueden resistir el paso del fuego menos o más tiempo que otras.[34]

#### Protección anticaídas en suelos, aberturas, desniveles y escaleras
Con el fin de evitar accidentes ocupacionales por caídas o resbalamiento, los suelos de los locales de trabajo deberán ser fijos, estables y no resbaladizos, sin irregularidades ni pendientes peligrosas.
Las aberturas o desniveles que supongan un riesgo de caída de personas se protegerán mediante barandillas u otros sistemas de protección de seguridad equivalente, que podrán tener partes móviles cuando sea necesario disponer de acceso a la abertura. Deberán protegerse, en particular:
- las aberturas en los suelos;
- las aberturas en las paredes o en los tabiques, siempre que su situación y dimensiones suponga riesgo de caída de personas, y las plataformas, muelles o estructuras similares.[35]

#### Prevención con vehículos de transporte y manipulación de cargas

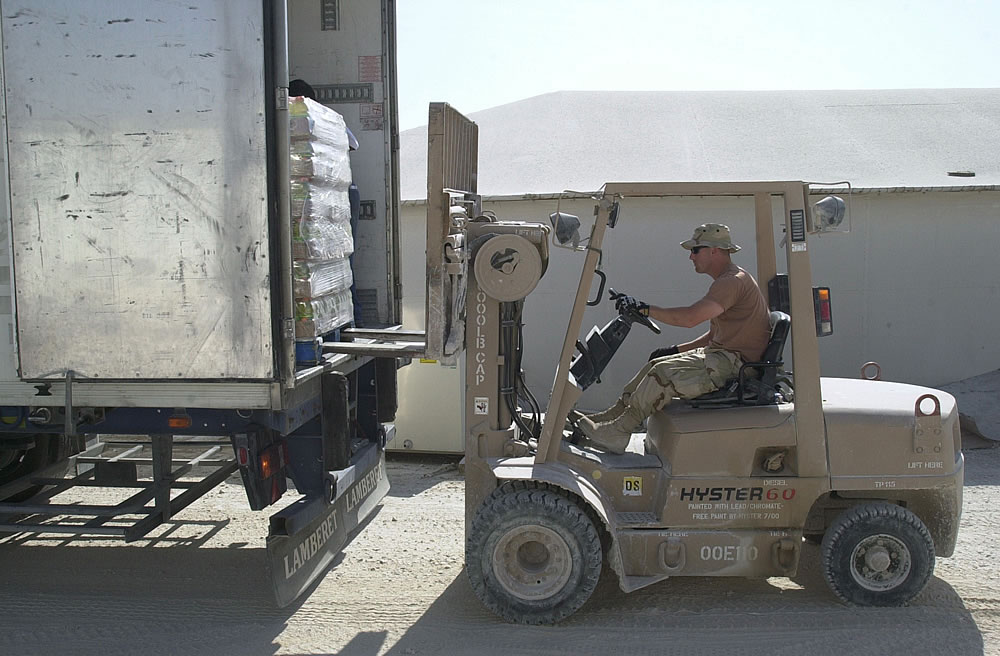
Un operario manipula una carretilla elevadora.

Los aparatos de manipulación de cargas en el interior de los establecimientos industriales están compuestos por grúas, puentes-grúa, polipastos, montacargas, carretillas elevadoras y las propias cargas que se manipulan.
Los riesgos asociados a la manipulación de cargas son los siguientes:
- Caída de objetos por deficiente sujeción de la carga
- Caída de objetos desprendidos por rotura de los elementos de sujeción, (ganchos, cuerdas cables...)
- Choques contra objetos móviles por oscilación de la carga.
- Caída de personas a distinto nivel
- Atrapamiento por o entre objetos móviles de los aparatos de elevación.[37]

Los dispositivos de prevención que deben usarse con los elementos de transporte son los siguientes:
- Los equipos de trabajo móviles con trabajadores transportados deberán adaptarse de manera que se reduzcan los riesgos para el trabajador o trabajadores durante el desplazamiento.
- Deberán preverse medios de fijación de los elementos de transmisión de energía entre equipos de trabajo móviles cuando exista el riesgo de que dichos elementos se atasquen o deterioren al arrastrarse por el suelo.
- Las carretillas elevadoras ocupadas por uno o varios trabajadores deberán estar acondicionadas o equipadas para limitar los riesgos de vuelco mediante las medidas adecuadas.
- Los equipos de trabajo que por su movilidad o por la de las cargas que desplacen puedan suponer un riesgo, en las condiciones de uso previstas, para la seguridad de los trabajadores situados en sus proximidades, deberán ir provistos de una señalización acústica de advertencia.
- En las máquinas para elevación de cargas deberá figurar una indicación claramente visible de su carga nominal y, en su caso, una placa de carga que estipule la carga nominal de cada configuración de la máquina.
- Los equipos de trabajo instalados de forma permanente deberán instalarse de modo que se reduzca el riesgo de que la carga caiga en picado, se suelte o de desvíe involuntariamente de forma peligrosa o, por cualquier otro motivo, golpee a los trabajadores.[38]

#### Riesgos eléctricos

Señal de peligro eléctrico.

Se denomina riesgo eléctrico al riesgo originado por la energía eléctrica. Dentro de este tipo de riesgo se incluyen los siguientes:
- Choque eléctrico por contacto con elementos en tensión (contacto eléctrico directo), o con masas puestas accidentalmente en tensión (contacto eléctrico indirecto).
- Quemaduras por choque eléctrico, o por arco eléctrico.
- Caídas o golpes como consecuencia de choque o arco eléctrico.
- Incendios o explosiones originados por la electricidad.

Un contacto eléctrico es la acción de cerrar un circuito eléctrico al unirse dos elementos. Se denomina contacto eléctrico directo al contacto de personas o animales con conductores activos de una instalación eléctrica. Un contacto eléctrico indirecto es un contacto de personas o animales puestos accidentalmente en tensión o un contacto con cualquier parte activa a través de un medio conductor.
La corriente eléctrica puede causar efectos inmediatos como quemaduras, calambres o fibrilación, y efectos tardíos como trastornos mentales. Además puede causar efectos indirectos como caídas, golpes o cortes.
Los principales factores que influyen en el riesgo eléctrico son:
- La intensidad de corriente eléctrica.
- La duración del contacto eléctrico.
- La impedancia del contacto eléctrico, que depende fundamentalmente de la humedad, la superficie de contacto y la tensión y la frecuencia de la tensión aplicada.
- La tensión aplicada. En sí misma no es peligrosa pero, si la resistencia es baja, ocasiona el paso de una intensidad elevada y, por tanto, muy peligrosa. La relación entre la intensidad y la tensión no es lineal debido al hecho de que la impedancia del cuerpo humano varía con la tensión de contacto.
- Frecuencia de la corriente eléctrica. A mayor frecuencia, la impedancia del cuerpo es menor. Este efecto disminuye al aumentar la tensión eléctrica.
- Trayectoria de la corriente a través del cuerpo. Al atravesar órganos vitales, como el corazón pueden provocarse lesiones muy graves.

Los accidentes causados por la electricidad pueden ser leves, graves e incluso mortales. En caso de muerte del accidentado, recibe el nombre de electrocución.
En el mundo ocupacional los empleadores deberán adoptar las medidas necesarias para que de la utilización o presencia de la energía eléctrica en los lugares de trabajo no se deriven riesgos para la seguridad y salud de los trabajadores o, si ello no fuera posible, para que tales riesgos se reduzcan al mínimo.
En función de ello las instalaciones eléctricas de los lugares de trabajo se utilizarán y mantendrán en la forma adecuada y el funcionamiento de los sistemas de protección se controlará periódicamente, de acuerdo a las instrucciones de sus fabricantes e instaladores, si existen, y a la propia experiencia del explotador.
Con ese objetivo de seguridad, los empleadores deberán garantizar que los trabajadores y los representantes de los trabajadores reciban una formación e información adecuadas sobre el riesgo eléctrico, así como sobre las medidas de prevención y protección que hayan de adoptarse.
Los trabajos en instalaciones eléctricas en emplazamientos con riesgo de incendio o explosión se realizarán siguiendo un procedimiento que reduzca al mínimo estos riesgos; para ello se limitará y controlará, en lo posible, la presencia de sustancias inflamables en la zona de trabajo y se evitará la aparición de focos de ignición, en particular, en caso de que exista, o pueda formarse, una atmósfera explosiva. En tal caso queda prohibida la realización de trabajos u operaciones (cambio de lámparas, fusibles, etc.) en tensión, salvo si se efectúan en instalaciones y con equipos concebidos para operar en esas condiciones, que cumplan la normativa específica aplicable.

#### Vibraciones mecánicas
Se llaman vibraciones a las oscilaciones de partículas alrededor de un punto en un medio físico equilibrado cualquiera y se pueden producir por efecto del propio funcionamiento de una máquina o un equipo.
A efectos de las condiciones de trabajo existen dos tipos de vibraciones nocivas:
1. Las vibraciones transmitidas al sistema mano-brazo que es una vibración mecánica que, cuando se transmite al sistema humano de mano y brazo, supone riesgos para la salud y la seguridad de los trabajadores, en particular, problemas vasculares, de huesos o de articulaciones, nerviosos o musculares.
2. Las vibraciones transmitidas al cuerpo entero: que es un tipo de vibración mecánica que, cuando se transmite a todo el cuerpo, conlleva riesgos para la salud y la seguridad de los trabajadores, en particular, lumbalgias y lesiones de la columna vertebral.[42]

Medidas preventivas para reducir los efectos nocivos de las vibraciones mecánicas
- Establecer otros métodos de trabajo que reduzcan la necesidad de exponerse a vibraciones mecánicas.
- Elegir un equipo de trabajo adecuado, bien diseñado desde el punto de vista ergonómico y generador del menor nivel de vibraciones posible, habida cuenta del trabajo al que está destinado.
- Elegir el equipo de protección individual adecuado (EPI) al trabajo que se esté realizando con el fin de reducir los riesgos de lesión por vibraciones, por ejemplo, asientos, amortiguadores u otros sistemas que atenúen eficazmente las vibraciones transmitidas al cuerpo entero y asas, mangos o cubiertas que reduzcan las vibraciones transmitidas al sistema mano-brazo.
- Establecer programas apropiados de mantenimiento de los equipos de trabajo, del lugar de trabajo y de los puestos de trabajo.
- Información y formar adecuadamente a los trabajadores sobre el manejo correcto y en forma segura del equipo de trabajo, para así reducir al mínimo la exposición a vibraciones mecánicas.
- Reducir al máximo la duración e intensidad de la exposición.
- Tomar medidas necesarias para proteger del frío y de la humedad a los trabajadores expuestos, incluyendo el suministro de ropa adecuada.

#### Prevención de emisiones de gases, vapores, líquidos y polvo
Entrar en contacto con emisión de gases, vapores, líquidos o polvo es un proceso bastante generalizado en máquinas y aparatos fijos y portátiles que manipulan los trabajadores.
En general, la emisión de la sustancia supone su posterior dispersión o difusión en el aire y, finalmente, su inhalación por el trabajador. La emisión puede provenir de diferentes operaciones o fuentes. La naturaleza de la sustancia condiciona su peligrosidad. Sus efectos sobre el organismo pueden ser muy diversos, pudiéndose distinguir, entre otros:

- los irritantes del aparato respiratorio; por ejemplo, dióxido de azufre, cloro, etcétera;
- los sensibilizantes; por ejemplo, isocianatos;
- los polvos fibrogénicos; por ejemplo, sílice cristalina;
- los asfixiantes (químicos o “simples”); por ejemplo, el monóxido de carbono, el dióxido de carbono o los gases inertes;
- los tóxicos que afectan a sistemas u órganos concretos; por ejemplo, mercurio (sistema nervioso, riñones) o plomo (sistema nervioso, sangre);
- los carcinógenos (por ejemplo: amianto, benceno, cloruro de vinilo monómero), los mutágenos y los agentes tóxicos para la reproducción;
- los agentes infecciosos.

Para evaluar los riesgos, será necesario disponer de información sobre las propiedades peligrosas de las sustancias y cualquier otra información necesaria para realizar dicha evaluación que, en su caso, deba facilitar el proveedor, o que pueda recabarse de este o de cualquier otra fuente de información de fácil acceso. Hay que determinar la magnitud de la exposición del trabajador afectado.

#### Riesgos de explosión por atmósfera explosiva

Símbolo de riesgo E. Explosivo

Símbolo de riesgo O. Comburente

Símbolo de riesgo F. Inflamable

Se entiende por atmósfera explosiva la mezcla con el aire, en condiciones atmosféricas, de sustancias inflamables en forma de gases, vapores, nieblas o polvos, en la que, tras una ignición, la combustión se propaga a la totalidad de la mezcla no quemada.[cita requerida]
Para prevenir las explosiones, en los lugares de trabajo, los empresarios han de proporcionar una protección contra ellas, de tipo técnico u organizativo en función del tipo de actividad, para impedir la formación de atmósferas explosivas o, cuando la naturaleza de la actividad no lo permita, evitar la ignición de atmósferas explosivas y atenuar los efectos perjudiciales de una explosión de forma que se garantice la salud y la seguridad de los trabajadores.[cita requerida]
Medidas de protección contra las explosiones
- Los escapes o liberación, intencionada o no, de vapores, gases, nieblas inflamables o de polvos combustibles que pueda dar lugar a riesgos de explosión deberá ser desviado o evacuado a un lugar seguro. Cuando la atmósfera explosiva contenga varios tipos de gases, vapores, nieblas o polvos combustibles o inflamables, las medidas de protección se ajustarán al mayor riesgo potencial.
- En caso de escapes de sustancias explosivas, los trabajadores deberán ser alertados mediante la emisión de señales ópticas o acústicas de alarma y desalojados en condiciones de seguridad antes de que se alcancen las condiciones de explosión. Para ello se dispondrán y mantendrán en funcionamiento salidas de emergencia que, en caso de peligro, permitan a los trabajadores abandonar con rapidez y seguridad los lugares amenazados.
- En caso de que un corte de energía pueda comportar nuevos peligros, hay que disponer de un sistema independiente para mantener el equipo y los sistemas de protección en situación de funcionamiento seguro independientemente del resto de la instalación si efectivamente se produjera un corte de energía.
- Deberá poder efectuarse la desconexión manual de los aparatos y sistemas de protección incluidos en procesos automáticos que se aparten de las condiciones de funcionamiento previstas, siempre que ello no comprometa la seguridad. La energía almacenada deberá disiparse, al accionar los dispositivos de desconexión de emergencia, de la manera más rápida y segura posible o aislarse de manera que deje de constituir un peligro.[45]

Normativa básica
- Directiva 1999/92/CE del Parlamento Europeo y del Consejo, de 16 de diciembre de 1999, relativa a las disposiciones mínimas para la mejora de la protección de la salud y la seguridad de los trabajadores expuestos a los riesgos derivados de atmósferas explosivas.[46]

#### Manipulación de sustancias tóxicas

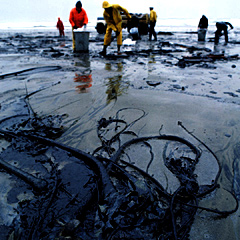
Vertido de petróleo en la costa.

El peligro de trabajar manipulando sustancias tóxicas se deriva principalmente del desconocimiento que puedan tener los trabajadores de los riesgos para la salud que tienen muchas sustancias químicas. Las sustancias químicas más nocivas que manipulan los trabajadores son de muy variada composición y de efectos muy diversos sobre la salud.
El Parlamento Europeo aprobó en 2006 un reglamento que establece un sistema de registro, evaluación, autorización y restricción de sustancias químicas (REACH). Este reglamento obliga a los fabricantes de productos químicos peligrosos a demostrar que las sustancias que están comercializando son seguras para la salud pública y el medio ambiente. El REACH aprobado por el Parlamento Europeo entró en vigor parcialmente el 1 de junio de 2007. La obligación de registro es aplicable a partir del 1 de junio de 2008, pero en el caso de algunas sustancias, que deben ser objeto de un registro previo, se pondrá en marcha un régimen transitorio, que en algunos casos durará hasta el 1 de junio de 2018. No obstante, algunos grupos de sustancias (enumerados en el Reglamento) están exentos de la obligación de registro.
Los objetivos generales del reglamento REACH son entre otros los siguientes:
- Acabar con la falta de conocimiento sobre la peligrosidad de las sustancias químicas.
- Proteger a las personas y al medio ambiente de los compuestos peligrosos.
- Detectar, limitar y, si fuera necesario, hacer desaparecer de la circulación a las sustancias de riesgo.
- Transferir la responsabilidad sobre las sustancias de las autoridades a los productores químicos.
- Permitir la entrada de sustancias en el mercado sólo si existe información específica disponible.
- Asegurar que existe información adecuada sobre todas las sustancias químicas y que esa información es transferida a todos los trabajadores que van a estar en contacto con ella.
- Fomentar la innovación para conseguir nuevas sustancias más seguras.
- Simplificar la reglamentación sobre productos químicos.[47]

Para que las mediciones de toxicidad en los puestos de trabajo resulten fiables requieren instrumentos de buena calidad, una configuración normalizada de la distribución de los instrumentos en el lugar de trabajo y una descripción precisa de este último, incluyendo aspectos como la ventilación y las tareas realizadas durante las mediciones. Cada Estado miembro de la UE tiene su propio procedimiento para llevar a cabo estas mediciones. Actualmente, el Comité Europeo de Normalización (CEN) está elaborando una norma para evaluar la exposición en el lugar de trabajo.
Normativa básica
- Accidentes graves frecuentes en la manipulación de sustancias peligrosas. Medidas básicas de prevención.[49]

### Higiene industrial
- climatización
- aspecto general del centro de trabajo
- contaminantes biológicos
- contaminantes químicos
- distancia al centro de trabajo
- iluminación
- radiaciones
- ruidos
- ventilación industrial

Las condiciones ambientales pueden resultar nocivas tanto para la salud física como para la salud psíquica en función de una serie de perturbaciones, algunas de las cuales son de una gran agresividad, como son las derivadas de la presencia en el medio ambiente de trabajo de agentes químicos, físicos o biológicos que pueden entrar en contacto con las personas que trabajan y afectar negativamente a la salud de las mismas; estas condiciones son las que se conocen como riesgo higiénico.[cita requerida]
Hay condiciones de trabajo cuya presencia puede provocar sensaciones negativas que también han de ser consideradas y, en la medida de lo posible, corregidas. En este apartado cabe citar, por ejemplo, el aspecto general que tenga el centro de trabajo, la distancia que exista desde el domicilio del trabajador hasta el centro de trabajo, el entorno donde esté ubicado el centro de trabajo, los problemas personales ajenos al trabajo que pueda tener el trabajador, la ubicación geográfica que tenga la empresa e incluso la valoración social de la empresa. Si estas condiciones son desfavorables para los trabajadores, los trabajadores pueden sentir malestar que les incite al menos a intentar cambiar de empresa.

#### Aspecto general del centro de trabajo

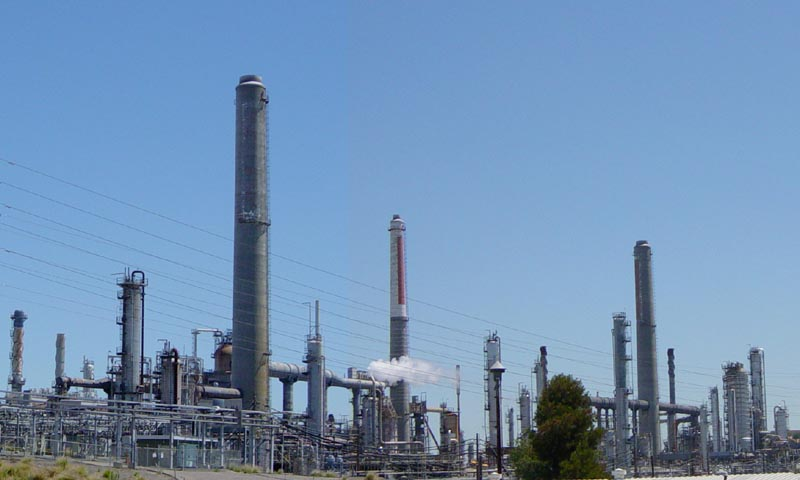
Refinería

El aspecto general de un centro de trabajo viene definido por la seguridad estructural que ofrezcan sus edificios, es decir, ausencia de riesgos de desprendimientos o hundimientos por ser excesivamente antiguos o estar sobrecargados; no estar afectado por el síndrome del edificio enfermo; ausencia de riesgos medioambientales tanto con emisión de contaminantes a la atmósfera como contaminación de aguas o tierras por residuos o emisiones en los desagües; control de los riesgos físicos que puedan sufrir los trabajadores en sus puestos de trabajo donde estén dotados de sus equipos de protección individual (EPI); señalización adecuada de los accesos al centro de trabajo; luminosidad y cuidado del entorno y tener señalizados y organizados planes de evacuación rápidos y seguros.

#### Climatización
Las condiciones de trabajo climáticas son la temperatura y la humedad en las que se desarrolla un trabajo. El trabajo físico genera calor en el cuerpo. Para regularlo, el organismo humano posee un sistema que permite mantener una temperatura corporal constante en torno a los 37 °C. La regulación térmica y sensación de confort térmico depende del calor producido por el cuerpo y de los intercambios con el medio ambiente. Todo ello está en función de:
- actividad física que se desarrolle;
- clase de vestimenta;
- humedad del ambiente;
- temperatura del ambiente.

Malas condiciones termohigrométricas pueden ocasionar efectos negativos en la salud que variarán en función de las características de cada persona y su capacidad de aclimatación, así podemos encontrar resfriados, congelación, deshidratación, golpes de calor y aumento de la fatiga, lo que puede incidir en la aparición de accidentes.[cita requerida]

Las condiciones ambientales de los lugares de trabajo, en concreto la temperatura del aire, la radiación, la humedad y la velocidad del aire, junto con la "intensidad" o nivel de actividad del trabajo y la ropa que se lleve, pueden originar situaciones de riesgo para la salud de los trabajadores, que se conocen como estrés térmico, bien por calor o por frío.

Se puede producir riesgo de estrés térmico por calor en ambientes con temperatura del aire alta (zonas de clima caluroso, verano), radiación térmica elevada (fundiciones, acerías, fábricas de ladrillos y de cerámica, plantas de cemento, hornos, panaderías, etc.), altos niveles de humedad (minas, lavanderías, fábricas de conservas, etcétera), en lugares donde se realiza una actividad intensa o donde es necesario llevar prendas de protección que impiden la evaporación del sudor.
Guía técnica sobre condiciones ambientales en los lugares de trabajo

En caso de la realización de tareas en el exterior hay que contemplar también otros factores climáticos como la exposición al sol, capaz de causar cáncer de piel.[cita requerida]

#### Contaminantes biológicos

El Símbolo Internacional de Riesgo Biológico

Las condiciones de trabajo pueden resultar negativas si se realizan en presencia de contaminantes biológicos. Estos contaminantes son aquellos agentes biológicos que cuando se introducen en el cuerpo humano ocasionan enfermedades de tipo infeccioso o parasitario.
El concepto de agente biológico incluye, pero no está limitado, a bacterias, hongos, virus, protozoos, rickettsias, clamidias, endoparásitos humanos, productos de recombinación, cultivos celulares humanos o de animales y los agentes biológicos potencialmente infecciosos que estas células puedan contener, priones y otros agentes infecciosos.
Las principales vías de penetración en el cuerpo humano son:
- Vía respiratoria: a través de la inhalación. Las sustancias tóxicas que penetran por esta vía normalmente se encuentran en el ambiente difundidas o en suspensión (gases, vapores o aerosoles). Es la vía mayoritaria de penetración de sustancias tóxicas.
- Vía dérmica: por contacto con la piel, en muchas ocasiones sin causar erupciones ni alteraciones notables.
- Vía digestiva: a través de la boca, esófago, estómago y los intestinos, generalmente cuando existe el hábito de ingerir alimentos, bebidas o fumar en el puesto de trabajo.
- Vía parenteral: por contacto con heridas que no han sido protegidas debidamente.

Cuando la sustancia tóxica pasa a la sangre, esta la difunde por todo el organismo con una rapidez que depende de la vía de entrada y de su incorporación a la sangre.
Cuando las condiciones de trabajo puedan ocasionar que se introduzcan en el cuerpo humano, los contaminantes biológicos pueden provocar en el mismo un daño de forma inmediata o a largo plazo generando una intoxicación aguda, o una enfermedad profesional al cabo de los años.
Las tres condiciones que deben cumplirse para favorecer la actividad de los contaminantes biológicos son la presencia de nutrientes, humedad y temperatura.
Criterios preventivos básicos
- Identificación de riesgos y evaluación de riesgos, determinando la índole, el grado y la duración de la exposición de los trabajadores.
- Sustitución los agentes biológicos peligrosos por otros que no lo sean o lo sean en menor grado.
- Reducción de riesgos
  - Reducir al mínimo posible del número de trabajadores expuestos a un agente biológico patógeno.
  - Establecer procedimientos de trabajo y medidas técnicas adecuadas de protección, de gestión de residuos, de manipulación y transporte de agentes biológicos en el lugar de trabajo y de planes de emergencia frente a los accidentes que incluyan agentes biológicos.
  - Adopción de medidas seguras para la recepción, manipulación y transporte de los agentes biológicos y residuos, incluyendo los recipientes seguros e identificables.
  - Adopción de medidas de protección colectiva o, en su defecto, de protección individual, cuando la exposición no pueda evitarse por otros medios.
  - Utilización de medidas de higiene que eviten o dificulten la dispersión del agente biológico fuera de lugar de trabajo. Existencia de servicios sanitarios apropiados, en los que se incluyan productos para lavarse los ojos o antisépticos para lavarse la piel.
  - Utilización de la señal de peligro biológico y otras señales de aviso pertinentes.
  - Utilización de medidas de higiene que eviten o dificulten la dispersión del agente biológico fuera de lugar de trabajo
  - Verificación, cuando sea necesaria y técnicamente posible, de la presencia de los agentes biológicos utilizados en el trabajo fuera del confinamiento físico primario.
- Formación e información a los trabajadores o a sus representantes en relación con: los riesgos potenciales para la salud, las disposiciones en materia de seguridad e higiene, la utilización de los equipos de protección, las medidas que se han de adoptar en caso de incidente y para su prevención.
- Establecimiento de un control sanitario previo y continuado.

Normativa básica
- Directiva 2000/54/CE sobre la protección de los trabajadores contra los riesgos relacionados con la exposición a agentes biológicos durante el trabajo.[54]
- Real Decreto 664/1997 sobre la protección de los trabajadores contra los riesgos relacionados con la exposición a agentes biológicos durante el trabajo.[55]

#### Contaminantes químicos

Riesgos de sustancias tóxicas

Se denomina contaminante químico al elemento o compuesto químico cuyas características de estado le permiten entrar en el organismo humano, pudiendo originar un efecto adverso para su salud.
Las vías principales de penetración en el cuerpo humano son: inhalatoria, absorción cutánea y por ingestión.
Cuando las condiciones de trabajo puedan ocasionar que se introduzcan en el cuerpo humano contaminantes químicos pueden provocar al trabajador un daño de forma inmediata o a largo plazo generando una intoxicación aguda, o una enfermedad profesional al cabo de los años.

En términos amplios, se entiende por acción tóxica o toxicidad a la capacidad relativa de un compuesto para ocasionar daños mediante efectos biológicos adversos, una vez ha alcanzado un punto susceptible del cuerpo. Esta posible acción tóxica significa que la exposición a los contaminantes comporta un riesgo, el cual se puede definir como la probabilidad de que produzcan los efectos adversos señalados, bajo las circunstancias concretas de la exposición.

La toxicidad es pues uno de los factores que determinan el riesgo, pero éste responde además a otros varios factores, como la intensidad y la duración de la exposición, la volatilidad del compuesto y el tamaño de las partículas. El concepto de toxicidad se refiere a los efectos biológicos adversos que pueden aparecer tras la interacción de la sustancia con el cuerpo, mientras que el concepto del riesgo incluye además la probabilidad de que se produzca una interacción efectiva.
NTP 108: Criterios toxicológicos generales para los contaminantes químicos

El trabajar en lugares de riesgo de contaminación química hace necesario realizar un control preventivo muy riguroso de los trabajadores expuestos a tales riesgos, para poder determinar la magnitud y el tiempo reales de su exposición y vigilar su estado de salud mediante técnicas diagnósticas capaces de revelar cualquier alteración en la salud lo antes posible.
El control biológico de un determinado contaminante en una población dada, se conoce a través de la cadena de correlaciones

Exposición → Dosis → Efecto

La determinación de estas correlaciones es básica para poder seleccionar unos indicadores válidos tanto de dosis como de los efectos que producen.
Criterios de prevención básicos
La prevención de posibles riesgos originados por la exposición a contaminantes químicos se basa en la actuación sobre el foco de contaminación, sobre el medio y sobre el receptor (individuo expuesto).
Como medidas generales de actuación, prioritariamente debe tratarse de eliminar los riesgos para la salud y la seguridad en las actividades con agentes químicos peligrosos, ya sea por sustitución del agente químico o del proceso químico.
Medidas de ventilación u otras medidas de protección colectiva, aplicadas preferentemente en el origen del riesgo, y medidas adecuadas de organización del trabajo.
Adopción de medidas higiénicas adecuadas, tanto personales como de orden y limpieza.
- Reducción al mínimo de las cantidades de agentes químicos peligrosos presentes en el lugar de trabajo.
- Reducción al mínimo del número de trabajadores expuestos o que puedan estarlo.
- Reducción al mínimo de la duración e intensidad de las exposiciones.
- Uso de equipos de protección individual (EPI) adecuados cuando las medidas anteriores sean insuficientes y la exposición o contacto con el agente no pueda evitarse por otros medios.[58]

#### Iluminación

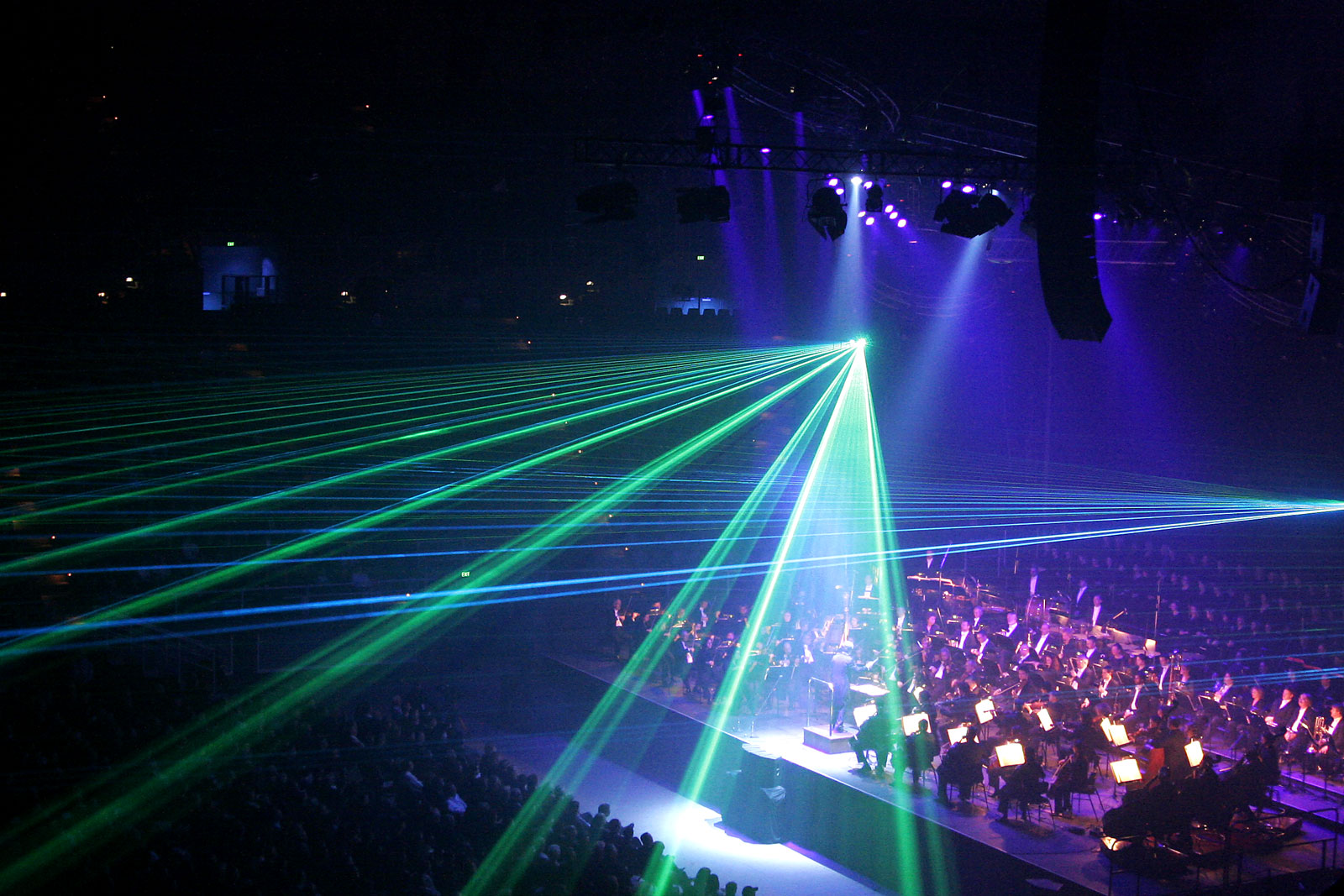
Iluminación de un escenario musical.

La fatiga visual se ocasiona si los lugares de trabajo y las vías de circulación no disponen de suficiente iluminación, ya sea natural o artificial, adecuada y suficiente durante la noche y cuando no sea suficiente la luz natural.
Las instalaciones de iluminación de los locales, de los puestos de trabajo y de las vías de circulación deberían estar colocadas de tal manera que el tipo de iluminación previsto no suponga riesgo de accidente para los trabajadores.
Los locales, los lugares de trabajo y las vías de circulación en los que los trabajadores estén particularmente expuestos a riesgos en caso de avería de la iluminación artificial deben poseer una iluminación de seguridad de intensidad suficiente.
La iluminación deficiente ocasiona fatiga visual en los ojos, perjudica el sistema nervioso, ayuda a la deficiente calidad de trabajo y es responsable de una buena parte de los accidentes de trabajo. Un sistema de iluminación debe cumplir los siguientes requisitos:
- La iluminación tiene que ser suficiente y la necesaria para cada tipo de trabajo.
- La iluminación tiene que ser constante y uniformemente distribuida para evitar la fatiga de los ojos, que deben acomodarse a la intensidad variable de la luz. Deben evitarse contrastes violentos de luz y sombra, y las oposiciones de claro y oscuro.
- Los focos luminosos tienen que estar colocados de manera que no deslumbren ni produzcan fatiga a la vista debido a las constantes acomodaciones.[61]

#### Ondas electromagnéticas
Las radiaciones son ondas electromagnéticas de energía o partículas cargadas que, al incidir sobre el organismo humano, pueden llegar a producir efectos dañinos para la salud de los trabajadores.
Los efectos para la salud dependen de la dosis absorbida por el organismo pudiendo afectar a distintos tejidos y órganos (médula ósea, órganos genitales…) provocando desde náuseas, vómitos o cefaleas hasta alteraciones cutáneas y cáncer.
Para protegerse de las radiaciones se utilizan diversos medios, siendo los más eficaces: reducir al máximo la exposición a la radiación, añadir blindajes interpuestos entre las radiaciones y el trabajador y aumentar la distancia al foco de la radiación, ya que la intensidad de la radiación decrece con el cuadrado de la distancia.
Radiaciones ionizantes

La radiación ionizante consiste en partículas, incluidos los fotones, que causan la separación de electrones de átomos y moléculas. Pero algunos tipos de radiación de energía relativamente baja, como la luz ultravioleta, sólo puede originar ionización en determinadas circunstancias. Para distinguir estos tipos de radiación de la radiación que siempre causa ionización, se establece un límite energético inferior arbitrario para la radiación ionizante, que se suele situar en torno a 10 kiloelectronvoltios (keV).
.

La radiación ionizante directa consta de partículas cargadas, que son los electrones energéticos (llamados a veces negatrones), los positrones, los protones, las partículas alfa, los mesones cargados, los muones y los iones pesados (átomos ionizados). Este tipo de radiación ionizante interactúa con la materia sobre todo mediante la fuerza de Coulomb, que les hace repeler o atraer electrones de átomos y moléculas en función de sus cargas.
Radiaciones ionizantes

Radiaciones no ionizantes

Señal de riesgo por radiación no ionizante

Se entiende por radiación no ionizante aquella onda o partícula que no es capaz de arrancar electrones de la materia que ilumina produciendo, como mucho, excitaciones electrónicas. Ciñéndose a la radiación electromagnética, la capacidad de arrancar electrones (ionizar átomos o moléculas) vendrá dada, en el caso lineal, por la frecuencia de la radiación, que determina la energía por fotón, y en el caso no lineal también por la "fluencia" (energía por unidad de superficie) de dicha radiación; en este caso se habla de ionización no lineal.[cita requerida]
El término radiación no ionizante hace referencia a la interacción de ésta con la materia; al tratarse de frecuencias consideradas 'bajas' y por lo tanto también energías bajas por fotón, en general, su efecto es potencialmente menos peligroso que las radiaciones ionizantes.
Las principales radiaciones no ionizantes son:
- luz láser
- microondas
- rayos infrarrojos
- rayos ultravioletas

La frecuencia de la radiación no ionizante determinará en gran medida el efecto sobre la materia o tejido irradiado; por ejemplo, las microondas portan frecuencias próximas a los estados vibracionales de las moléculas del agua, grasa o azúcar, al 'acoplarse' con las microondas se calientan. La región infrarroja también excita modos vibracionales; esta parte del espectro corresponde a la llamada radiación térmica. Por último la región visible del espectro por su frecuencia es capaz de excitar electrones, sin llegar a arrancarlos.
Riesgos y protección
La exposición a flujo de neutrones, provenientes de fuentes selladas de elementos radiactivos, conjuntamente con emisores de neutrones como cadmio y berilio, requiere de medidas radiológicas de extrema importancia.
La radiación óptica (no ionizante) puede producir hasta cinco efectos sobre el ojo humano: quemaduras de retina, fotorretinitis o Blue-Light Hazard, fotoqueratitis, fotoconjuntivitis e inducir la aparición de cataratas. También produce efectos negativos sobre la piel.
Normativa básica
C115, Convenio de la OIT sobre la protección contra las radiaciones.

#### Ruidos
Los trabajadores sometidos a altos niveles de ruido en su puesto de trabajo, aparte de sufrir pérdidas de su capacidad auditiva pueden llegar a la sordera, acusan una fatiga nerviosa que es origen de una disminución de la eficiencia humana tanto en el trabajo intelectual como en el manual.
Se puede definir al ruido como un sonido no deseado e intempestivo y por lo tanto molesto, desagradable y perturbador. El nivel de ruido se mide en decibelios (dB). Hay un nivel de ruido a partir del cual se considera peligrosa y se hace necesario protegerse del mismo con los elementos de seguridad adecuados.
Disposiciones relativas a la exposición al ruido
Los riesgos derivados de la exposición al ruido deberán eliminarse en su origen o reducirse al nivel más bajo posible, teniendo en cuenta los avances técnicos y la disponibilidad de medidas de control del riesgo en su origen.
- Utilizar elementos de protección de ruido adecuados que amortigüen la mayor cantidad de ruido posible.
- Limitar la exposición al ruido.
- Adecuar la concepción y disposición de los lugares y puestos de trabajo.
- Ofrecer información y formación adecuadas para enseñar a los trabajadores a utilizar correctamente el equipo de trabajo con vistas a reducir al mínimo su exposición al ruido.

Para la reducción técnica del ruido, deberá procederse a:
- Reducir el ruido aéreo, por ejemplo, por medio de pantallas, cerramientos, recubrimientos con material acústicamente absorbente.
- Reducir el ruido transmitido por cuerpos sólidos, por ejemplo mediante amortiguamiento o aislamiento.
- Establecer programas apropiados de mantenimiento de los equipos de trabajo, del lugar de trabajo y de los puestos de trabajo.
- Reducir del ruido mediante una nueva organización del trabajo.

Normativa básica
- Directiva 2003/10/CE del Parlamento Europeo y del Consejo, de 6 de febrero de 2003, sobre las disposiciones mínimas de seguridad y de salud relativas a la exposición de los trabajadores a los riesgos derivados de los agentes físicos (ruido).[64]
- Real Decreto 286/2006, de 10 de marzo, sobre la protección de la salud y la seguridad de los trabajadores contra los riesgos relacionados con la exposición al ruido.[65]

#### Ventilación industrial

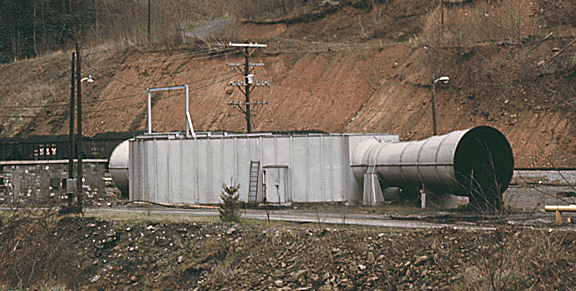
Ventilador empleado en una mina de carbón

La ventilación industrial se refiere al conjunto de tecnologías que se utilizan para neutralizar y eliminar la presencia de calor, polvo, humo, gases, condensaciones, olores, etc. en los lugares de trabajo, que puedan resultar nocivos para la salud de los trabajadores. Muchas de estas partículas disueltas en la atmósfera no pueden ser evacuadas al exterior porque pueden dañar el medio ambiente.
En esos casos, surge la necesidad, de reciclar estas partículas para disminuir las emisiones nocivas al exterior, o en su caso, proceder a su recuperación para reincorporarlas al proceso productivo. Ello se consigue mediante un equipo adecuado de captación y filtración. Según sean las partículas, sus componentes y las cantidades generadas exigen soluciones técnicas específicas.
Para evitar que los vapores y humos se disipen por todo el recinto de las naves industriales se realiza la instalación de campanas adaptadas al mismo foco de producción de residuos para su total captación. El caudal procedente de la zona de captación se conduce hacia el filtro correspondiente según el producto e instalación, donde se separan las partículas del aire limpio.
Los sistemas de ventilación industrial pueden ser:
- Ventilación estática o natural: mediante la colocación de extractores estáticos situados en las cubiertas de las plantas industriales aprovechan el aire exterior para ventilar el interior de las naves industriales y funcionan por el efecto Venturi (Principio de Bernoulli).
- Ventilación dinámica o forzada: se produce mediante ventiladores extractores colocados en lugares estratégicos de las cubiertas de las plantas industriales.[67]

Cuando la concentración de un agente nocivo en el ambiente del puesto de trabajo supere el valor límite ambiental los trabajadores tienen que utilizar los equipos de protección individual adecuados para proteger las vías respiratorias.[cita requerida]

### Ergonomía y psicosociología aplicada
El entorno de exigencia elevada y competitividad, así como las condiciones precarias en las que se desenvuelven muchos trabajadores, están ocasionando una aparición creciente de trastornos psicológicos. Específicamente, los elementos que pueden ocasionar estos trastornos son los siguientes:
- acoso laboral
- precariedad laboral
- síndrome de agotamiento por exceso de trabajo (burn-out)
- trabajo con esfuerzo mental
- trabajo estresante
- trabajo monótono y rutinario

#### Precariedad ocupacional
Se denomina precariedad ocupacional a la situación que viven las personas trabajadoras que, por unas razones u otras sufren unas condiciones de trabajo por debajo del límite considerado como normal. La precariedad ocupacional tiene especial incidencia cuando los ingresos económicos que se perciben por el trabajo no cubren las necesidades básicas de una persona, ya que es la economía el factor con el que se cuenta para cubrir las necesidades de la gente.
Relaciones ocupacionales precarias
- La temporalidad de los contratos de trabajo es uno de los factores que más contribuyen a la precariedad ocupacional. Otra percepción de precariedad es la retribución salarial que se obtenga por el trabajo realizado y que muchas veces resulta insuficiente para cubrir las necesidades mínimas vitales que permitan a una persona poder vivir de forma autónoma. La jornada de trabajo que se tenga y el calendario anual ocupacional también puede ser percibido como síntoma de precariedad cuando muchas personas tienen que trabajar a tiempo parcial diario lo que les impide lograr la retribución necesaria o tener en cambio que trabajar jornadas de trabajo muy superior a la legal para poder conseguir el salario necesario como consecuencia de tener un sueldo muy bajo. También se considera precariedad la que sufren aquellos trabajadores que no son dados de alta en la seguridad social y por tanto carecen de las prestaciones que les da derecho a quienes están protegidos por la Seguridad Social.

Trastornos en la salud generados por la precariedad en el trabajo
La precariedad ocupacional puede producir un aumento del sufrimiento psicológico y un empeoramiento de la salud y calidad de vida de las personas que dependen del trabajo o de la carencia del mismo. La incertidumbre sobre el futuro, que presenta el trabajo precario altera el comportamiento social del individuo, porque aumenta las dificultades para conformar y afianzar identidades individuales y colectivas en torno al trabajo. Las estadísticas de siniestralidad laboral indican que la incidencia de accidentes de trabajo es más alta entre la población con trabajo precario que las que tienen empleo estable, por desconocimiento y aplicación de las normas de seguridad de los trabajadores precarios y la realización a cargo de éstos de las actividades más nocivas y peligrosas.
Grupos sociales afectados por precariedad ocupacional
La precariedad ocupacional es un conjunto que incluye inactividad, desempleo, eventualidad, empleo forzoso a tiempo parcial, economía sumergida que afectan más a las mujeres que a los varones, a los jóvenes en mayor medida que a los mayores, e inciden más en unas regiones que en otras. Asimismo, hay que destacar la grave situación de algunos colectivos como los parados de larga duración mayores de 40 años, las minorías étnicas o de inmigrantes y las personas con discapacidad.

#### Trabajo estresante
Una definición del estrés que tiene gran aceptación es la de Mc Grath (1970): "El estrés es un desequilibrio sustancial (percibido) entre la demanda y la capacidad de respuesta (del individuo) bajo condiciones en la que el fracaso ante esta demanda posee importantes consecuencias (percibidas)".
Se define como estrés a la respuesta del cuerpo a condiciones externas que perturban el equilibrio emocional de la persona. En el ámbito ocupacional, se denomina estrés ocupacional a un conjunto de reacciones nocivas tanto físicas como emocionales que concurren cuando las exigencias del trabajo superan a las capacidades, los recursos o las necesidades del trabajador.

La existencia de gran número de dolencias psicosomáticas, producto de los constreñimientos y exigencias de la sociedad actual, y muy en especial en lo referido al ámbito ocupacional, sujeto a incesantes transformaciones en la organización y en las demandas del trabajo, ha facilitado la difusión y la popularización de un término con el que, de un modo genérico, se define esta situación: el estrés.
NTP 318: El estrés: proceso de generación en el ámbito laboral

La exposición prolongada al estrés en el trabajo afecta el sistema nervioso disminuyendo la resistencia biológica y perturbando el balance fisiológico natural del organismo (homeostasis). Por todo ello el estrés puede ocasionar varios problemas somáticos y psíquicos.
Algunas de las consecuencias negativas que ocasiona el estrés en el ámbito ocupacional, son las siguientes:
- Se puede desarrollar como trastorno psicológico agudo.
- Puede originar un incremento de accidentes ocupacionales.
- Aumenta la tasa de absentismo ocupacional o bajo rendimiento de los trabajadores que lo padecen.
- Puede conducir a la incapacidad ocupacional por alteraciones somáticas o psicológicas.
- Se puede crear un clima psicosocial enrarecido en los centros de trabajo.

Normativa básica
- NTP 318: El estrés: proceso de generación en el ámbito laboral.[70]

#### Trabajo con esfuerzo mental
Las tareas que requieren gran exigencia intelectual provocan fatiga mental o nerviosa como consecuencia de una exigencia excesiva de la capacidad de atención, análisis y control del trabajador, por la cantidad de información que recibe y a la que, tras analizarla e interpretarla, debe dar respuesta.
El esfuerzo mental se define como la cantidad de esfuerzo intelectual que se debe realizar para conseguir un resultado concreto. Los sistemas modernos de producción y gestión aumentan de forma considerable las demandas de la persona porque a menudo se introducen nuevas tecnologías para aliviar unas exigencias muy elevadas o para dar respuesta a una elevada demanda de producción. Un exceso de automatización puede comportar la exclusión del ser humano del conjunto operativo, pero no reducir la carga de trabajo, sino que puede dar lugar a niveles de exigencia que van más allá de las capacidades humanas, en concreto, de las capacidades cognitivas y de toma de decisiones.
Los síntomas de fatiga mental son: dolores de cabeza, sensación de cansancio, alteraciones en la capacidad de atención, somnolencia, fallos de precisión en los movimientos, y se traduce en disminución del rendimiento, de la actividad, aumento de errores, etcétera.
El esfuerzo mental está regulado por la norma ISO 10 075, titulada Principios ergonómicos relacionados con la carga de trabajo mental. Esta norma define el término fatiga como la alteración temporal de la eficiencia funcional de la persona. Esta alteración es función de la actividad previa realizada con esfuerzo mental: (atención, concentración mental, memoria, esfuerzo visual, etc.) y de su estructura temporal. Además de la fatiga, se contemplan también otros síntomas derivados del esfuerzo mental: la monotonía, definida como reducción de la activación que puede aparecer en tareas largas, uniformes y repetitivas; la hipovigilancia caracterizada por la reducción de la capacidad de detección y que se da en tareas de control; y la saturación mental, es decir el rechazo a una situación repetitiva en la que se tiene la sensación de no ir a ninguna parte.
Tareas usuales que requieren esfuerzo mental
- Operar con maquinaria más sofisticada.
- Vigilar permanentemente el buen funcionamiento del equipo.
- Manejar más información para ejecutar tareas.
- Necesidad de programación de los equipos.
- Manejar información sobre los resultados de la tarea.
- Memorización para tareas rutinarias.
- Tener que tomar decisiones rápidas en el proceso.
- Realizar respuestas rápidas a errores típicos.
- Tener que elegir entre opciones.
- Respuesta a errores no típicos.
- Tener que realizar cálculos numéricos de cierta complejidad.

Normativa básica y bibliografía
- NTP 575: Carga mental de trabajo: indicadores.[73]

#### Trabajo monótono y rutinario
La monotonía en el trabajo surge de realizar tareas repetitivas sin apenas esfuerzo y de forma continuada en el tiempo, así como la ausencia de iniciativa personal en la organización de la tarea que se realiza. El trabajo monótono y rutinario efectuado en un ambiente poco estimulante es propio de la producción en masa y determinadas tareas de oficina. También aparece la monotonía cuando se realizan tareas en lugares aislados faltos de contactos humanos.
La monotonía y el trabajo repetitivo dependen de:
- Número de operaciones encadenadas de que conste la tarea
- Número repetitivo de veces que la tarea se realiza durante la jornada de trabajo

Las actividades monótonas influyen negativamente en las facultades de la persona de forma unilateral, de lo que resulta una fatiga más rápida e incluso la aparición de depresiones psíquicas así como dolores musculares causados por posturas estáticas.
La realización de trabajos monótonos y repetitivos puede desencadenar trastornos músculo-esqueléticos si ellos se realizan con malas posturas o movimientos incómodos. Entre los factores físicos de riesgo cabe citar la manipulación manual, la aplicación de fuerza con las manos, la presión mecánica directa sobre tejidos del cuerpo, las vibraciones y los entornos de trabajos fríos.
En el trabajo monótono o rutinario la persona actúa mecánicamente, no presta atención a lo que hace y pierde concentración, se distrae y se despista. Para evitarlo, el trabajo puede ser repetitivo en cierto modo, pero no rutinario, es bueno que el trabajador conozca bien su secuencia de trabajo, pero sin llegar a aburrirse.

#### Acoso ocupacional
El acoso ocupacional, también conocido como acoso psicológico en el trabajo, hostigamiento ocupacional o mobbing, es un continuado y deliberado maltrato verbal o modal que recibe un trabajador por otro u otros que se comportan con él de manera cruel y que atenta contra el derecho fundamental de todo ser humano a la dignidad y a la integridad física y psicológica.
La persona que sufre acoso psicológico en su trabajo recibe un tipo de violencia psicológica reiterada a través de conductas de maltrato en el ámbito de su trabajo por sus jefes (acoso descendente) compañeros (acoso horizontal), subordinados (acoso ascendente), de forma sistemática y recurrente, durante un período que puede llegar a durar meses e incluso años. Se pretende hostigar, intimidar, o perturbar su desempeño profesional hasta conseguir el despido, la salida o el abandono temprano del trabajo por parte de la víctima.
El acoso psicológico tiene como objetivo intimidar, reducir, aplanar, apocar, amedrentar y consumir emocional e intelectualmente a la víctima, con vistas a eliminarla de la organización o satisfacer la necesidad insaciable de agredir, controlar y destruir que suele presentar el hostigador, que aprovecha la situación que le brinda la situación organizativa particular para canalizar una serie de impulsos y tendencias psicopáticas.
El acoso ocupacional está considerado no tanto como una nueva enfermedad sino como un riesgo ocupacional de tipo psicosocial. El cuadro de daño psicológico más habitual en los casos de mobbing suele ser el síndrome de estrés postraumático en su forma cronificada. Un cuadro que muy frecuentemente se confunde con depresión y problemas de ansiedad y que suele ser muy mal identificado.

#### Síndrome de agotamiento por exceso de trabajo (burn-out)
Burn-out se traduce literalmente como "quemarse", y podría traducirse, en el ámbito laboral, como síndrome de agotamiento por exceso de trabajo. Se trata de un estado de vacío interior, de desgaste espiritual, de “infarto al alma”, en el que la persona afectada no sólo ha gastado sus energías recargables, sino su sustancia ha sido atacada y dañada. Muestras de daños físicos y psicológicos que causan enfermedades son parte del síndrome de burn-out. El síndrome burn-out se debe a distintas causas múltiples, no necesariamente una sola, y se origina siempre en largos períodos. Se ha encontrado en múltiples investigaciones que el síndrome ataca especialmente cuando el trabajo supera las ocho horas, cuando no se ha cambiado de ambiente ocupacional en largos períodos y cuando el trabajo es mal remunerada. Sin embargo, en personas que laboran en amplias jornadas pero que son bien remuneradas, este síndrome es poco frecuente.[cita requerida]
Se trata de un síndrome clínico descrito en 1974 por Herbert Freudenberger, psicólogo estadounidense judío de origen alemán que trabajaba en una clínica para toxicómanos en Nueva York. Observó que, al año de trabajar, la mayoría de los voluntarios sufrían una progresiva pérdida de energía hasta llegar al agotamiento, síntomas de ansiedad y depresión, así como desmotivación en el trabajo y agresividad.[cita requerida]
En las mismas fechas, la psicóloga social Cristina Maslach, al estudiar las respuestas emocionales de los profesionales asistentes sociales, calificó a los afectados de “sobrecarga emocional” o síndrome de burnout (sobrecarga de trabajo). Lo describió como “un síndrome de agotamiento emocional, despersonalización y baja realización personal” que puede ocurrir entre individuos que trabajan con personas.[cita requerida]
Incluye:
- Agotamiento emocional, que se refiere a la disminución y pérdida de recursos emocionales.
- Despersonalización o deshumanización, que consiste en el desarrollo de actitudes negativas, de insensibilidad y de cinismo hacia quienes reciben el servicio.
- Falta de realización personal, con tendencias a evaluar el propio trabajo de forma negativa, con vivencias de insuficiencia profesional y baja autoestima.
- Síntomas físicos de estrés, como cansancio y malestar general.[cita requerida]

## Servicios de Prevención de Riesgos Ocupacionales
Según el Real Decreto 39/1997, de 17 de enero, por el que se aprueba el Reglamento de los Servicios de Prevención de Riesgos Laborales, se entenderá por servicio de prevención propio el conjunto de medios humanos y materiales de la empresa necesarios para la realización de las actividades de prevención, y por servicio de prevención ajeno el prestado por una entidad especializada que concierte con la empresa la realización de actividades de prevención, el asesoramiento y apoyo que precise en función de los tipos de riesgos o ambas actuaciones conjuntamente. Los servicios de prevención tendrán carácter interdisciplinario, entendiendo como tal la conjunción coordinada de dos o más disciplinas técnicas o científicas en materia de prevención de riesgos laborales (Medicina del Trabajo, Seguridad en el trabajo, Higiene Industrial, y Ergonomía y Psicosociología).

### Equipamiento sanitario
De acuerdo con el Real Decreto 843/2011, de 17 de junio, por el que se establecen los criterios básicos sobre la organización de recursos para desarrollar la actividad sanitaria de los servicios de prevención, el equipamiento sanitario básico del servicio sanitario en las instalaciones fijas del servicio de prevención será el siguiente:
- audiómetro y cabina audiométrica homologados, en todos los servicios de prevención ajenos; en el caso de los servicios de prevención propios, únicamente en el caso de que en las empresas a las que dan servicio haya exposición a ruido;
- botiquín de medicación, material y equipo suficiente para atender urgencias y primeros auxilios;
- camilla de exploración;
- contenedores de residuos sanitarios;
- electrocardiógrafo;
- equipo de radiodiagnóstico: propio o concertado;
- equipo para control visión homologado;
- esfigmomanómetro;
- espirómetro o neumotacógrafo homologados;
- fonendoscopio;
- laboratorio: propio o concertado;
- linterna o fuente de luz externa;
- martillo de reflejos;
- negatoscopio;
- nevera con termómetro de máximas y mínimas;
- oftalmoscopio;
- otoscopio;
- peso clínico;
- rinoscopio;
- talla.